# Type 342 (РЛС)
Type 342 (обозначение НАТО — Fog Lamp) — китайская РЛС управления огнем для ЗРК HQ-61. В настоящее время не используется, так как ЗРК HQ-61 снят с вооружения.
Type 342 — РЛС сопровождения сантиметрового диапазона, моноимпульсная для ЗРК HQ-61. Радар был установлен на фрегатах типа 053К. Каждый радар способен отслеживать одну цель, максимум три радара Type 342 могут быть установлены на фрегаты типа 053K. В настоящее время радар Type 342 заменен на более современный Type 345, который применяется на фрегатах типа 053H2G.

## Фото

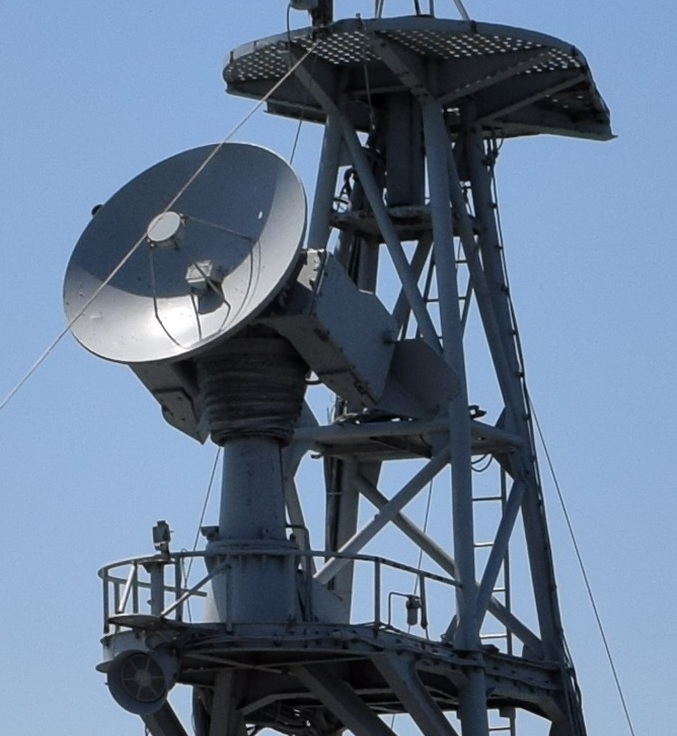
РЛС Type 342 на фрегате FFG-531_«Yingtan», 2015